# Christmas Without You
„Christmas Without You” – singel amerykańskiego zespołu pop-rockowego OneRepublic o tematyce bożonarodzeniowej. Autorami i producentami utworu są Ryan Tedder i Brent Kutzle. Piosenka znalazła się na albumie A Very Special Christmas 25th Anniversary obok  świątecznych utworów innych artystów.

## Wydanie i promocja singla
Singel „Christmas Without You” został udostępniony na iTunes w dniu 21 listopada 2011 roku. Zdaniem członków zespołu tematykę utworu najlepiej oddaje okładka singla, która została zaprojektowana przez wokalistę zespołu, Ryana Teddera.
Po raz pierwszy zespół zaprezentował utwór 1 grudnia 2011 roku podczas uroczystości National Christmas Tree Lighting 2011. Zespół wystąpił także 31 grudnia 2011 roku w telewizyjnym programie ABC Dick Clark's New Year's Rockin' Eve.

## Lista utworów
Digital download
- „Christmas Without You” – 3:17

## Pozycje na listach
| Notowanie (2011-2013)                 | Najwyższa pozycja |
| ------------------------------------- | ----------------- |
| Austria (Ö3 Austria Top 40)           | 74                |
| Kanada (Canada AC)                    | 15                |
| USA (Billboard Holiday Digital Songs) | 5                 |